# Kim Min-jung (aktorka)
Kim Min-jung (hangul: 김민정; ur. 30 lipca 1982 w Seulu) – południowokoreańska aktorka.
Kim Min-jung zadebiutowała w 1988 roku jako aktorka dziecięca, w wieku sześciu lat. Zagrała w odcinku „Widow” (kor. 미망인) serii Best Geukjang (kor. 베스트 극장). Jest znana z ról w serialach, m.in. Ireland, Fashion 70's, New Heart, 2009 oeingudan oraz Gasinamusae. Wystąpiła również w takich filmach jak Ballet gyoseupso, Eumranseosaeng i Jak jeon.

## Filmografia

### Filmy
- 1992: Come Back, Frog Boys (kor. 돌아오라 개구리소년)
- 1993: Kid Cop
- 1998: Zzang jako przewodnicząca klasy
- 2002: Bus, jeonglyujang jako So-hee
- 2003: Project X jako Lee-ah
- 2004: Ballet gyoseupso jako Hwangbo Su-jin
- 2006: Eumranseosaeng jako Jung-bin
- 2009: Jak-jeon jako Yoo Seo-yeon
- 2012: Gamun-ui young-kwang 5 – Gamun-ui gwihan jako Hyo-jung
- 2013: Królowa nocy jako Jee-hoo

### Seriale
- 1988: Best Geukjang: Widow (MBC)
- 1990: Byeolnangajog byeolnanhaggyo (MBC)
- 1991: balamkkoch-eun sideulji anhneunda (KBS1)
- 1992: Women's Theater: Shaking Distance (SBS)
- 1994: Han Myeonghoe (KBS2)
- 1994: Cheongug-ui nageune (MBC)
- 1995: Jang Nok-su jako młoda Jang Nok-su (KBS2)
- 1996: Deok-hye ongju jako księżniczka Deokhye (MBC)
- 1996: Jo Gwang-jo jako królowa Munjeong (KBS)
- 1997: Drama City: Ajig-eun saranghal sigan (KBS2)
- 1997: 70-minute Drama: Isle (SBS)
- 1997: 70-minute Drama: Baby Blues Parenting Diary (SBS)
- 1997: 70-minute Drama: Baby Blues Fetal Diary (SBS)
- 1997: Wedding Dress (KBS2)
- 1998: Best Geukjang: Seolsayag gwonhaneun sahoe (MBC)
- 1998: Wang-gwa bi jako królowa Jeongsun (KBS1)
- 1998: Bogo tto bogo (MBC)
- 1999: Drama City: Jeulgeoun yeojadeul (KBS)
- 1999: KAIST (SBS)
- 1999: Saranghae dangsin-eul jako Kim Min-hee (MBC)
- 1999: Chodae (KBS2)
- 2000: Nappeun chingudeul jako Kim Tae-hui (MBC)
- 2001: Mina (KBS2)
- 2001: Why Can't We Stop Them jako Roh Min Jeong (kor. 웬만해선 그들을 막을 수 없다; SBS)
- 2002: Rival jako Jeong Chae-yeon (SBS)
- 2002: The Thought of Wearing Rubber Shoes Backwards (kor. 고무신 꺼꾸로 신은 이유에 대한 상상; MBC)
- 2003: Sul-ui nara jako Seon-hee (SBS)
- 2004: Ireland jako Han Si-yeon (MBC)
- 2005: Fashion 70's jako Go Joon-hee (SBS)
- 2006: Cheonkukboda nachseon jako Yu Hee-ran (SBS)
- 2007: New Heart jako Nam Hye-suk (MBC)
- 2009: 2009 oeinkudan jako Choi Eom-ji (MBC)
- 2011: Gasinamusae jako Han Yoo-kyung (KBS2)
- 2012: Jesambyeongwon jako Jin Hye-in (tvN)
- 2014: Gap-dong-i jako Maria Oh (tvN)
- 2015: Jangsaui sin – Gaekju 2015 jako Mae-wol (KBS2)
- 2017: Męska rozgrywka jako Cha Do-ha (JTBC)
- 2018: Mr Sunshine jako Kudo Hina / Lee Yang-hwa (tvN)
- 2019: Gungmin yeoreobun! jako Park Hoo-ja (KBS2)
- 2021: Angmapansa jako Jeong Seon-ah (tvN)